# Кастрати, Кастриот
Кастриот Кастрати (фин. Kastriot Kastrati; 10 февраля 1993, Хельсинки, Финляндия) — финский футболист албанского происхождения, нападающий.

## Карьера
В 2009 году Кастрати пришёл в резервную команду финского ХИК (Клуби-04). В сезоне 2011 он провёл за неё 21 встречу и забил 20 голов в рамках третьего по силе дивизиона Финляндии. В итоге «Клуби-04» занял 1 место в данном турнире. Успешное выступление молодого нападающего не осталось без внимания: Кастриот Кастрати был вызван в главную команду. 19 июля 2011 года он вышел на поле в квалификационном матче Лиги чемпионов УЕФА 2011/12 против валлийского клуба «Бангор Сити». Игра закончилась победой финского коллектива с разгромным счётом 10:0, причём Кастрати отметился дублем во втором тайме.
В августе 2011 года финн был отдан в аренду в клуб «Хака». В дебютном матче он сразу же забил гол в ворота КуПС. 19 апреля 2012 года Кастрати забил два мяча в ворота «Ювяскюля», что обеспечило победу его клуба со счётом 4:1. Всего же нападающий сыграл в «Хаке» 15 игр в Вейккауслииге, забив 3 гола.